# 索枇婭·海克
索枇婭·海克（Sophiya Haque，1971年6月14日—2013年1月17日），英國人，有猶太和孟加拉人的血統。她本來是一位芭蕾舞蹈員，後來成為了一位模特兒。之後，MTV Asia在印度招請VJ，她前往應徵，得到MTV聘位。随即成為MTV炙手可熱的著名音樂節目主持。她說英語和孟加拉語。後來轉了到Channel V主持節目。現在她不單只主持節目，還灌錄了十多張唱片。近年更進軍電影圈，在宝莱坞主演多部電影。

## 外部連結
- 第四台電視節目Bollywood Star的簡介 （页面存档备份，存于）
- Profile of Sophiya Haque